# Brillentaube
Die Brillentaube (Streptopelia decipiens), auch Sudan-Trauertaube, Angola-Taube oder Trillertaube genannt, ist eine Taube aus der Gattung der Turteltauben, die als Brutvogel in Afrika südlich der Sahara verbreitet ist. Im deutschen Sprachgebrauch trägt das südamerikanische Brillentäubchen einen sehr ähnlichen Namen. Diese südamerikanische Taube, die in Höhenlagen bis zu 4.500 Metern vorkommt, gehört jedoch zur Gattung Metriopelia.

## Erscheinungsbild
Die Brillentaube ist eine stämmige Taube, mit 31 cm Gesamtlänge einen Zentimeter kürzer als die verwandte Türkentaube. Der Name „Brillentaube“ kommt von einem Kranz roter, nackter Haut um das gelbe Auge; auch die Füße sind rot. Der Kopf ist grau, Rücken, Flügel- und Schwanzoberseite sind blassbraun, und die Unterseite geht von Rosa an der Brust allmählich in Hellgrau am Bauch über. Genau wie die Türkentaube besitzt sie ein weiß gerandetes, schwarzes Nackenband. Die Geschlechter sind sich ähnlich, Jungvögel sind dagegen matter gefärbt, mit geschuppten Körperfedern.
Im Flug werden schwärzliche Schwungfedern und ein großes weißes Feld auf den Schwanzfedern sichtbar, an dem man sie von der ähnlichen, aber größeren Halbmondtaube (Streptopelia semitorquata) unterscheiden kann. Der Ruf ist ein schnelles „krrrrrrrr, uu-UU, uu“.

## Verbreitung und Lebensraum
Brillentauben kommen in Ägypten und Äthiopien sowie im Sudan, Senegal, Togo, Tansania, Malawi, Somalia, Kenia, Kamerun, Angola und Sambia vor.
Die Brillentaube besiedelt aride Sandgebiete mit einem Bestand an Dornbüschen. Voraussetzungen für eine Besiedelung ist erreichbares Oberflächengewässer. 

## Verhalten
Die Brillentaube ernährt sich von Grassamen, anderen Sämereien und Pflanzenteilen; die Nahrungssuche findet gewöhnlich am Boden statt.
Anders als etliche andere Mitglieder der Gattung (aber ähnlich wie die Türkentaube) ist die Brillentaube sehr gesellig und sucht ihre Nahrung häufig in Trupps, auch mit anderen Taubenarten vergesellschaftet.
Das Balzverhalten ist der der Lachtaube ähnlich. Allerdings erfolgen die Verbeugungen des Männchens in schnellerer Reihenfolge. Sie baut ein Nest aus Zweigen in einem Baum, oftmals einer Mangrove, und legt darin zwei weiße Eier. Ihr Flug ist schnell, mit regelmäßigen Flügelschlägen und einem gelegentlichen klatschenden Geräusch, wie es allgemein für Tauben typisch ist.

## Belege